# Quái vật Crawfordsville
Quái vật Crawfordsville đề cập đến một sinh vật trên không bị cư dân ở Crawfordsville, Indiana chứng kiến vào năm 1891, về sau được xác định là một đàn chim charadrius vociferus.

## Đặc điểm nhận dạng
Vào ngày 5 tháng 9 năm 1891, tờ Crawfordsville Journal đã đưa tin về hai người đàn ông chở nước đá đã nhìn thấy "một hiện tượng lạ lùng" lơ lửng trên không trung ở phía trên vị trí của họ, mô tả nó như là một "hồn ma đáng sợ" làm "họ chết khiếp", và quyết định chạy về hướng ngược lại. Không chỉ riêng họ nhìn thấy mà còn có một mục sư thuộc giáo phái phong trào Giám Lý và vợ của ông cũng nhìn thấy con thú kỳ dị ấy. Tờ Crawfordsville Journal đã mô tả nó "cách mặt đất chừng 30m, có hình bầu dục, dài 6m, rộng 2,5m, không có đầu. Nó vận động nhờ vào đôi vây, bay quanh phía trên một ngôi nhà. Nó ở phía đông, rồi biến mất một lúc, sau đó lại xuất hiện ở phía tây." Tối hôm sau, con vật ấy lại xuất hiện. Lần này, có vài trăm người dân ở Crawfordsville nhìn thấy nó đang ve vẩy những cái vây to rộng và "mắt" của nó màu đỏ rực như lửa cháy. Khi con vật đang bay vòng vo ở độ cao 90m, thì hình như nó đang "oằn oại đau khổ", và phát ra "tiếng thở dốc đầy bi ai". Có một lần nó sà xuống phía dưới nơi đám đông đang xem khiến nhiều người cảm thấy "một luồng hơi nóng rát" của con vật.
Tờ Indianapolis Journal đã lặp lại câu chuyện này, giống như các tờ báo khác trên khắp đất nước, bao gồm cả Brooklyn Eagle. Giám đốc Sở bưu điện Crawfordsville bị tràn ngập trong đống thư tín và các báo cáo về những vụ nhìn thấy đã tạo ra cả sự nhạo báng và một số người tin tưởng tính chân thực của câu chuyện. Hai người đàn ông địa phương, John Hornbeck và Abe Hernley, "theo sau hồn ma về thị trấn và cuối cùng phát hiện ra nó là một đàn gồm hàng trăm con chim charadrius vociferus." Tờ Crawfordsville Journal cho rằng những chiếc đèn điện mới được lắp đặt của Crawfordsville đã làm mất phương hướng của các loài chim, khiến chúng phải bay lượn phía trên thành phố. Đôi cánh của chim và lông chim bên dưới màu trắng có thể dẫn đến việc nhận dạng sai.

## Ảnh hưởng văn hóa
Quái vật này đã được chuyển thể thành một con quái vật trong tựa game kỳ ảo D20-Modern, theo đó nó được phân loại là một sinh vật có màng giống với một con amip.